# Muang Louang Namtha
Muang Louang Namtha är ett distrikt i Laos.   Det ligger i provinsen Luang Namtha, i den nordvästra delen av landet, 400 km norr om huvudstaden Vientiane. Antalet invånare är 118 134.